# Krzysztof Kaczka
Krzysztof Kaczka (* 16. Mai 1977 in Toruń) ist ein aus Polen stammender Flötist. 

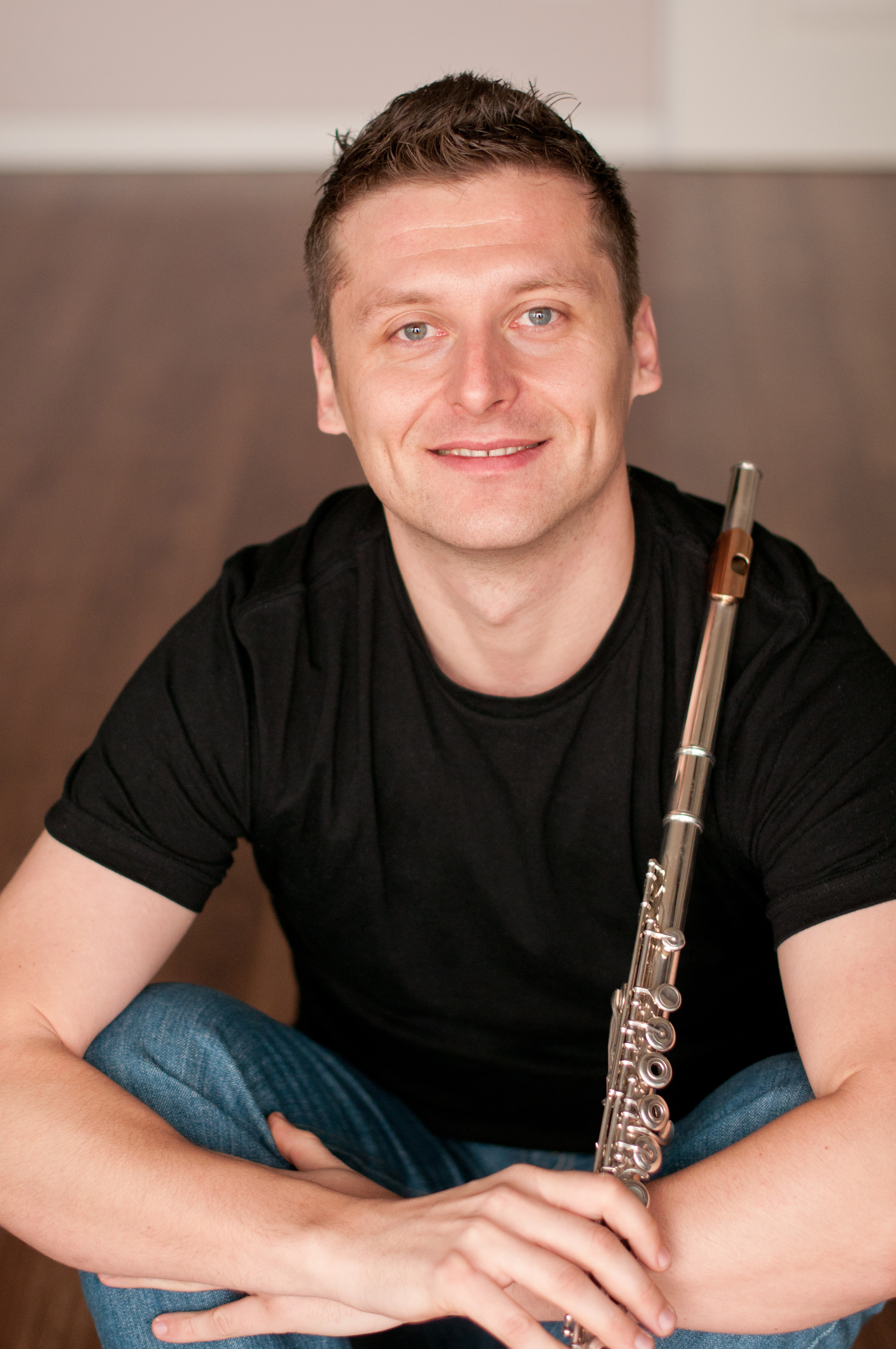
Krzysztof Kaczka

## Leben und Wirken
Kaczka begann im Alter von zehn Jahren mit dem Flötenspiel. Nach seiner Ausbildung an der staatlichen Musikschule von Chorzów in Polen begann er sein Studium mit Hauptfach Flöte bei Grzegorz Cimoszko, dem Soloflötisten der Warschauer Philharmoniker, in Warschau. Weitere Studien absolvierte er an der  Musikhochschule München bei Marianne Henkel-Adorjan, am Mozarteum in Salzburg bei Irena Grafenauer, am  CNSM in Paris bei Pierre-Yves Artaud und an der Universität für Musik und darstellende Kunst Wien bei Wolfgang Schulz. Kaczka ist Preisträger nationaler und internationaler Wettbewerbe.
Nach Tätigkeiten als Soloflötist in München und Waldenburg ging er 2009 nach China und war bis 2012 dort 1. Soloflötist im Guangzhou Symphony Orchestra, einem der größten und erfolgreichsten Sinfonieorchester Chinas. 2014 wurde er Gastprofessor in Kuwait.
Kaczka tritt neben seiner Orchestertätigkeit weltweit als Solist auf und spielt regelmäßig Kammermusik. Dazu gehören unter anderem Konzerte in den USA (u. a. Carnegie Hall, New York), Australien, Neuseeland (Wellington Town Hall), Kanada, Brasilien (Nationaltheater Brasilia), China und Deutschland (Herkulessaal, München).
Kaczka nahm einige CDs aufgenommen und 2012 wurde die CD „Nostalgy“ mit Bearbeitungen von Chopin für Flöte und Marimbaphon bei den Global Music Awards in den USA mit dem Award of Excellence ausgezeichnet.

## Auszeichnungen
- 1. Platz beim Probespiel Shanghai Symphony Orchestra
- 1. Preis und Goldmedaille beim Internationalen Kammermusikwettbewerb Citta di Barletta, Italien
- 1. Preis (Most Distinguished Artist Prize & Piazzolla Award) beim IBLA Grand Prize 2008
- 1. Preis beim Australian Flute Festival 2009
- Award of Excellence bei den 2012 Global Music Awards

## Diskografie
- Duo Artus (Krzysztof Kaczka und Perry Schack) – Bach, Giuliani, Piazzolla, Borne
- Krzysztof Kaczka – Franz & Karl Doppler: Musik für 2 Flöten mit Klavier
- Krzysztof Kaczka – In 80 Minutes Around The World
- Krzysztof Kaczka – Nostalgy (Chopin für Flöte & Marimba)